# إي بي إكس جروب
 تضم أي بي اكس جروب  ست شركات مدرجة في نوفو ميركادو من بوفيسبا، بما في ذلك OGX (النفط)، MMX (التعدين)، OSX (الصناعة البحرية)، و CCX (تعدين الفحم)، التي أسسها وسيطر عليها سابقًا رجل الأعمال البرازيلي المخضرم ليك باتيستا،    رئيس الشركة، الذي أدين في عام 2018 بتهمة الفساد.
بين عامي 2011 و 2012، استثمرت المجموعة 15.7 مليار دولار أمريكي، مما أدى إلى توفير 20.000 وظيفة في بناء وتشغيل شركاتها. تستثمر المجموعة في المقام الأول في قطاعات البنية التحتية والموارد الطبيعية. كما أن لديها مبادرات في مجال العقارات والتكنولوجيا والترفيه والرياضة وتعدين الذهب، وكذلك في قطاعات تقديم الطعام بالسكك الحديدية. 
تنشط المجموعة في تسع ولايات برازيلية، وتشيلي وكندا وكولومبيا، ولها مكاتب في نيويورك (الولايات المتحدة الأمريكية).

## روابط خارجية
- موقع الكتروني